# CBSコーポレーション
二代目のCBSコーポレーション（CBS Corporation）（初代はウェスティングハウス・エレクトリックが短期間名乗った）は、2006年1月1日に初代バイアコムの法的後継会社として設立された、商業放送、出版、テレビ番組制作を主な事業としたアメリカの多国籍メディア企業。初代バイアコムの後を継いだ2つの会社のうちの1つであり、2代目バイアコムと並んで、大富豪サムナー・レッドストーンが経営する劇場経営会社ナショナル・アミューズメンツに所有されていた。
初代バイアコムが所有していた地上波テレビ（CBSとCW）放送、テレビ番組の制作・配給、出版、有料放送、録音の資産を構成していた。売上高では世界第8位のエンターテインメント企業であり、本社はニューヨーク市マンハッタンのミッドタウンにあるCBSビルディングに置かれていた。
CBSコーポレーションとバイアコムの2度目の合併で、合併会社バイアコムCBSが誕生し、2019年12月4日に完了した。

## 歴史
- 1971年 - CBSのシンジケーション部門である「CBS Films」がVIACOM（VIdeo and Audio COMmunications）に改称の上、スピンオフ。
- 1976年 - ペイテレビ「ショウタイム」を放送開始。
- 1983年 - Showtime、MTV、ニコロデオンなどを保有するワーナー・アメックス・サテライト・エンターテイメント（Warner-Amex Satellite Entertainment、WASEC）が運営する「The Movie Channel」（TMC、1973年開局）を統合。
- 1985年 - WASECを買収、MTVネットワークスに社名変更。
- 1986年 - サムナー・レッドストーン率いるNational Amusementsがバイアコムを買収。
- 1999年 - かつての親会社であったCBSを買収（2000年連邦通信委員会（FCC）が承認）。
- 2005年3月 - 会社分割を発表。同年6月の株主総会で正式に承認された。
- 2005年11月 - College Sports TV（CSTV）を買収。
- 2005年12月 - 新生バイアコム発足により、CBSコーポレーションに社名変更。
- 2006年1月 - タイム・ワーナーとの間で、CWテレビジョンネットワーク発足で合意（同年9月放送開始）。
- 2007年5月 - Last.fmを買収。
- 2008年5月 - CNETの買収に合意。
- 2019年8月 - バイアコムとの再統合で合意。バイアコムを存続会社とし、社名をバイアコムCBSとし、レッドストーンは新会社の会長に就任予定[1][2]。

## 主なグループ会社
- テレビ局 - CBS、CWテレビジョンネットワーク（50%出資）、CBSスポーツネットワーク、Showtime
- ラジオ局 - CBS Radio
- プロダクション - CBSテレビジョンスタジオ
- インターネット - CNET、Last.fm